# Fagurhólsmýri flygplats
Fagurhólsmýri flygplats är en flygplats i republiken Island.   Den ligger i regionen Austurland, i den sydöstra delen av landet, 260 km öster om huvudstaden Reykjavik. Fagurhólsmýri flygplats ligger 13 meter över havet.